# Mercedes (Uruguay)
Mercedes is de hoofdstad en grootste stad van het Uruguayaanse departement Soriano. De stad ligt aan de Río Negro.
De stad had 42.032 inwoners bij de volkstelling van 2004 en is een belangrijk handelscentrum en haven. In 1788 werd Mercedes gesticht door de priester Manuel Antonio de Castro y Careaga onder de naam Capilla Nueva de las Mercedes. De stad werd in 1857 de hoofdstad van het departement, eerder was dat Villa Soriano.
Zijn inwoners worden Mercedarios genoemd.
Sinds 1960 is de stad de zetel van een rooms-katholiek bisdom.

## Geboren
- William Castro (1962), voetballer